# 上海紧急会议 (1925年)
上海紧急会议是中国共产党于1925年五卅运动前后（5月28、30、31日）在上海紧急召开的会议，与会人士包括陈独秀、彭述之、瞿秋白、蔡和森、张国焘、李立三、刘少奇、恽代英、郭景仁、梅电龙等人，会议内容为发起学生运动和组织各阶层参与反帝国主义活动。

## 经过
1925年5月15日，上海内外棉七厂日本大班枪杀工人顾正红，导致上海工人及学生等阶层发起运动声讨日本资本家。5月24日，上海各界人士合计1万多人，在沪西潭子湾荒场举行顾正红的公祭大会。28日，中共中央在上海发起紧急会议，商讨扩大反帝国主义运动，并计划在30日在上海租界举行示威游行。30日示威当日，英国捕头埃费森下令向示威群众开枪，造成13人死亡，数十人重伤。当晚中共中央再度召开紧急会议，商议联合国民党左派等力量，发起更大规模示威活动，组织商人罢工、学生罢课和工人罢工。日次，上海总商会在各方压力下宣布罢市，各工会成立上海总工会。31日晚上第三次紧急会议，讨论当时上海中外报纸对五卅运动缺乏报道，决定由瞿秋白等人成立《热血日报》报道相关事件。